# ۱۲۹۰ (میلادی)
۱۲۹۰ (میلادی)، هزار و دویست و نودمین سال تقویم میلادی است.

## زادگان
- ابن الوردی، ادیب، نویسنده پُراثر و شاعر شامی.

## درگذشتگان
- ۸ ژوئن – بئاتریس پورتیناری، زنی که الهام‌بخش دانته در نوشتن کتاب‌های زندگانی نو و کمدی الهی بود (ز. ۱۲۶۶)